# Vissza a jövőbe (televíziós sorozat)
A Vissza a jövőbe (eredeti cím: Back to the Future) 1991 és 1992 között vetített amerikai–francia sci-fi kaland rajzfilmsorozat, amelyet Robert Zemeckis és Bob Gale alkotott. A Vissza a jövőbe III. című film folytatása.
Amerikában a CBS 1991. szeptember 14-én, míg Magyarországon az RTL-en látható Kölyökklub című műsorblokk mutatta be 2024. július 28-án.
Két évad után törölték a sorozatot.
Bár a sorozat a filmek után játszódik, az alkotó, Bob Gale kijelentette, hogy az animációs sorozat és a képregények saját "mi lenne, ha" és alternatív idősíkokban játszódnak. Ez volt Bill Nye első televíziós sorozat szereplése egy országosan sugárzott műsorban.

## Ismertető
Az 1885-ös vadnyugati kaland után után, 1991-ben Dr. Emmett Brown egy Hill Valley-i farmra költözött feleségével, Clarával, fiaikkal, Gyulával és Vernével, valamint a család kutyájával, Einsteinnel. A módosított DeLoreant újraépítettek. A DeLorean most már hangvezérelt "időáramkörökkel" rendelkezik, és képes azonnal utazni térben és időben különböző helyszínekre, ráadásul egy bőröndbe is belerakható.

## Szereplők

### Főszereplők
| Szereplő            | Eredeti hang                                            | Magyar hang                                                   | Leírás |
| ------------------- | ------------------------------------------------------- | ------------------------------------------------------------- | --- |
| Emmett Brown        | Dan Castellaneta Christopher Lloyd (élőszereplős forma) | Kőszegi Ákos                                                  | Marty középkorú barátja és a DeLorean időgép feltalálója, amelyet egy sportkocsiból épített 1985-ben; később egy mozdony időgépet épített 1885 és 1895 között. A DeLorean-t látszólag újjáépítik, hozzáadott funkciókkal. Clarával és két fiával, Gyulával és Vernével él együtt. |
| Einstein            | Danny Mann (1. évad) Hal Rayle (2. évad)                | Eredeti hang                                                  | Hűséges juhászkutya, aki Doki, Clara, Gyula és Verne mellett él. Ő Marty barátja is. |
| Clara Clayton Brown | Mary Steenburgen                                        | Zakariás Éva                                                  | Doki felesége, aki a család többi tagjával együtt a 20. századba költözött. Befogadó természetének köszönhetően jól beilleszkedett a 20. századi életbe, és tanárnő lett a Hill Valley-i általános iskolában. Időnként csatlakozik férjéhez, fiaihoz és Martyhoz az időutazós kirándulásokon. |
| Gyula Brown         | Josh Keaton                                             | Tóth Csanád                                                   | Doki legidősebb fia. Korához képest intelligens, és apjához hasonlóan hosszú szavakat használ a mindennapi szókincsében. Tehetséges tudásának köszönhetően osztályelső az iskolájában; a többi gyerek között azonban nem túl népszerű a kollektívabb irányzatok miatt, és csak kevés barátja van. Belezúgott osztálytársába, Franny Philipsbe, és szeret baseballozni és feltalálni, gyakran segít apjának a következtetések lefejtésében. |
| Verne Brown         | Troy Davidson                                           | Kovács András Bátor (1. évad) Holló-Zsadányi Norman (2. évad) | Gyula öccse. Bájos és kalandvágyó, de meglehetősen sebezhető, nem viseli jól, ha veszít, vagy ha olyan dolgokat csinál, amit nem igazán élvez. Szinte mindig mosómedvebőr sapkát visel, amit láthatóan szeret, és ez ihlette rendszeres sértését, a "görényfejű" kifejezést. Gyulával ellentétben Verne meglehetősen népszerű az iskolában, és sok barátja van, köztük Marty McFly. Rivalizál Biff Tannen fiával, Biff Jr.                 |
| Marty McFly         | David Kaufman                                           | Bogdán Gergő                                                  | Sok időt tölt a Brown-házban, ahol Doki, Clara és fiaik élnek. Továbbra is együtt utazik az időben Jenniferrel, Doki és a Brown család többi tagjával számos kalandjuk során. Marty és Jennifer a Hill Valley College diákjai lesznek, miután elvégezték a Hill Valley High Schoolt. |
| Biff Tannen         | Thomas F. Wilson                                        | Gacsal Ádám                                                   | Biff Buford Tannen dédunokája. |
| Biff Tannen Jr.     | Benji Gregory                                           | Gacsal Ádám                                                   | Biff Tannen fia. |
| Griff Tannen        |                                                         | Orosz Gergely                                                 | |
| Jennifer Parker     | Cathy Cavadini                                          | Hermann Lilla                                                 | Marty barátnője. |
| Asszisztens         | Bill Nye                                                |                                                               | Dr. Brown laborasszisztense |

### Magyar változat
- Bemondó: Zahorán Adrienne
- Magyar szöveg: Szlávecz Katalin
- Hangmérnök: Hadfi Dezső
- Vágó: Kozma Judit
- Gyártásvezető: Lajtai Erzsébet
- Szinkronrendező: Kozma Mari

A szinkront a Mikroszinkron készítette.

## Évados áttekintés
| Évad | Évad | Epizódok | Eredeti sugárzás     | Eredeti sugárzás   | Magyar sugárzás  | Magyar sugárzás     |
| Évad | Évad | Epizódok | Évadpremier          | Évadfinálé         | Évadpremier      | Évadfinálé          |
| ---- | ---- | -------- | -------------------- | ------------------ | ---------------- | ------------------- |
|      | 1    | 13       | 1991. szeptember 14. | 1991. december 14. | 2024. július 28. | 2024. augusztus 10. |
|      | 2    | 13       | 1992. szeptember 19. | 1992. december 26. | 2025. március 1. | 2025. április 5.    |

## Epizódok

### 1. évad (1997)
| Sor. | Év. | Cím                                                                                          | Rendező | Író                                                 | Premier                                 |
| ---- | --- | -------------------------------------------------------------------------------------------- | --- | --------------------------------------------------- | --------------------------------------- |
| 1.   | 1.  | Fivérek (Brothers)                                                                           | John Hays és Phil Robinson | John Loy és John Ludin                              | 1991. szeptember 14. 2024. július 28.   |
| 2.   | 2.  | Családi vakáció (A Family Vacation)                                                          | John Hays | Wayne Kaatz és John Loy                             | 1991. szeptember 21. 2024. július 28.   |
| 3.   | 3.  | Előre a múltba (Forward to the Past)                                                         | Phil Robinson | Earl Kress                                          | 1991. szeptember 28. 2024. augusztus 3. |
| 4.   | 4.  | Boszorkányüldözés (Witchcraft)                                                               | ? | ?                                                   | 1991. október 12. 2024. július 28.      |
| 5.   | 5.  | Római vakáció (Roman Holiday (aka Swing Low Sweet Chariot Race))                             | ? | ?                                                   | 1991. október 19. 2024. augusztus 3.    |
| 6.   | 6.  | Reptessünk papírsárkányt! (Go Fly a Kite)                                                    | ? | ?                                                   | 1991. október 26. 2024. augusztus 3.    |
| 7.   | 7.  | Az idő nem vár a békákra / Einstein kalandja (Time Waits for No Frog / Einstein's Adventure) | Robert Alvarez, Charles A. Nichols, David Brain és James T. WalkerDavid Brain, Ken Southworth, Michael Svayko és Vincent Davis | Mark Evanier és Steve CoxJim Gomez és Lane Raichert | 1991. november 2. 2024. augusztus 4.    |
| 8.   | 8.  | Ütésre felkészülni! (Batter Up)                                                              | Robert Alvarez, Charles A. Nichols, Mircea Mantta, Bob Zamboni, Joan Case, Kunio Shimamura és James T. Walker                  | Steve Cox és Mark Evanier                           | 1991. november 9. 2024. augusztus 4.    |
| 9.   | 9.  | Napelemes vitorlák (Solar Sailors)                                                           | David Brain, Ken Southworth, Sarah Johnson, Bob Jacques, Vincent Davis és James T. Walker                                      | Jim Gomez és Lane Raichert                          | 1991. november 16. 2024. augusztus 4.   |
| 10.  | 10. | Dickensi karácsony (Dickens of a Christmas)                                                  | Rumen Petkov, John McIntyre, Richard Collado, Dale Case és John Kimball                                                        | Genndy Tartakovsky és Biff Lawrence                 | 1991. november 23. 2024. augusztus 10.  |
| 11.  | 11. | Gone Fishin                                                                                  | Robert Alvarez, Mircea Mantta, Charles A. Nichols, David Brain, Joan Case és James T. Walker                                   | Mark Evanier és Steve Cox                           | 1991. november 30.                      |
| 12.  | 12. | Doki visszavonul (Retired)                                                                   | Maxwell Becraft, James T. Walker, Donald Judge és Glenn Kirkpatrick                                                            | Richard Pursel és Bill Burnett                      | 1991. december 7. 2024. augusztus 10.   |
| 13.  | 13. | Clara rokonai (Clara's Folks)                                                                | Sarah Johnson, David Brain, Ken Southworth, Vincent Davis és James T. Walker                                                   | Lane Raichert és Jim Gomez                          | 1991. december 14. 2024. augusztus 10.  |

### 2. évad (1998)
| Sor. | Év. | Cím | Rendező | Író                                          | Premier                               |
| ---- | --- | --- | --- | -------------------------------------------- | ------------------------------------- |
| 14.  | 1.  | Fekete Mac (Mac the Black)                                                                                                | Robert Alvarez, Charles A. Nichols, Marcea Mantta, Bob Zamboni, Dave Brain, Joan Case, Kunio Shimamura, Allen Wilzbach és James T. Walker  | Steve Cox, Mark Evanier és Gordon Kent       | 1992. szeptember 19. 2025. március 1. |
| 15.  | 2.  | Vegyétek fel a gondolkodó sapkákat, srácok! Eljött Bölcs úr! (Put on Your Thinking Caps, Kids! It's Time for Mr. Wisdom!) | David Brain, Sarah Johnson, Ken Southworth, Vincent Davis és James T. Walker                                                               | Lane Raichert és Jim Gomez                   | 1992. szeptember 26. 2025. március 2. |
| 16.  | 3.  | Barát a bajban (A Friend in Deed)                                                                                         | Genndy Tartakovsky, Randall Myers, Norman McCabe és James T. Walker                                                                        | Chris Parker és Derek Iversen                | 1992. október 3. 2025. március 8.     |
| 17.  | 4.  | Marty Mcfly, a közlegény (Marty McFly PFC)                                                                                | Richard Collado, Rumen Petkov, John McIntyre, Dale Case, Woody Yocum és John Kimball                                                       | Genndy Tartakovsky és Biff Lawrence          | 1992. október 17. 2025. március 9.    |
| 18.  | 5.  | Verne új barátja (Verne's New Friend)                                                                                     | Maxwell Becraft, Jeff Hall, James T. Walker, Ron Hauge, Donald Judge és Glenn Kirkpatrick                                                  | Michael Ryan, Richard Pursel és Bill Burnett | 1992. október 24. 2025. március 15.   |
| 19.  | 6.  | Bátor lord és a démoni szörnytrux (BraveLord and the Demon Monstrux)                                                      | David Brain, Ken Southworth, Sarah Johnson, Vincent Davis, James T. Walker és Bob Jacques                                                  | Jim Gomez, Lane Raichert és Bart Jennett     | 1992. október 31. 2025. március 16.   |
| 20.  | 7.  | A pénzt növesztő fa (The Money Tree)                                                                                      | Genndy Tartakovsky, Randall Myers, Richard Collado és James T. Walker                                                                      | Chris Parker és Derek Iversen                | 1992. november 7. 2025. március 22.   |
| 21.  | 8.  | Verne új neve (A Verne by Any Other Name)                                                                                 | Robert Alvarez, Charles A. Nichols, Mircea Mantta, Bob Zamboni, David Brain, Kunio Shimamura, Joan Case és James T. Walker                 | Gordon Kent, Steve Cox és Mark Evanier       | 1992. november 14. 2025. március 22.  |
| 22.  | 9.  | Tűnj el Brown doki (Hill Valley Brown-Out)                                                                                | Ken Southworth, David Brain, Sarah Johnson, Vincent Davis és Bob Jacques                                                                   | Bart Jennett, Jim Gomez és Lane Raichert     | 1992. november 21. 2025. március 23.  |
| 23.  | 10. | Marslakó az apukám (My Pop's an Alien)                                                                                    | Richard Collado, John McIntyre, Dale Case, Woody Yocum, John Kimball és Karen Peterson                                                     | Genndy Tartakovsky és Biff Lawrence          | 1992. november 28. 2025. március 29.  |
| 24.  | 11. | Szuper doki (Super Doc)                                                                                                   | Robert Alvarez, Charles A. Nichols, Mircea Mantta, Bob Zamboni, Joan Case, David Brain, Kunio Shimamura, Allen Wilzbach és James T. Walker | Gordon Kent, Mark Evanier és Steve Cox       | 1992. december 12. 2025. március 30.  |
| 25.  | 12. | Szent Louis-i dallamok (St. Louis Blues)                                                                                  | Maxwell Becraft, James T. Walker, Jeff Hall, Ron Hauge, Donald Judge és Glenn Kirkpatrick                                                  | Jason Butler Rote                            | 1992. december 19. 2025. április 5.   |
| 26.  | 13. | Verne és a dínótojás (Verne Hatches an Egg)                                                                               | David Brain, Ken Southworth, Sarah Johnson, Bob Jacques és Vincent Davis                                                                   | Jim Gomez, Lane Raichert és Bart Jennett     | 1992. december 26. 2025. április 5.   |

## Díjak és elismerések
| Év   | Díj              | Kategória              | Díjazott                                                                             | Eredmény |
| ---- | ---------------- | ---------------------- | ------------------------------------------------------------------------------------ | -------- |
| 1992 | Daytime Emmy-díj | Kiváló filmhangkeverés | Jim Hodson, Bill Koepnick és Harry Andronis                                          | Elnyerte |
| 1992 | Daytime Emmy-díj | Kiváló filmhangvágás   | Bill Koepnick, Russell Brower, Jim Hodson, Aaron L. King, Matt Thorne és Mark Keatts | Elnyerte |
| 1993 | Daytime Emmy-díj | Kiváló filmhangkeverés | Ray Leonard és Paca Thomas                                                           | Elnyerte |
| 1993 | Daytime Emmy-díj | Kiváló filmhangvágás   | Paca Thomas, Ray Leonard, Marc S. Perlman és Melissa Ellis                           | Elnyerte |